# Liaoningosaurus
}}
Liaoningosaurus là một chi khủng long, được Xu X. Wang X. L. & You mô tả khoa học năm 2001.